# Esther Navero
Esther Navero (* 30. Juli 2000 in Madrid) ist eine spanische Leichtathletin, die sich auf den Sprint spezialisiert hat.

## Sportliche Laufbahn
Erste internationale Erfahrungen sammelte Esther Navero im Jahr 2024, als sie der spanischen 4-mal-100-Meter-Staffel bei den Europameisterschaften in Rom zum Finaleinzug verhalf.
In den Jahren 2020 und 2024 wurde Navero spanische Meisterin in der 4-mal-100-Meter-Staffel. Zudem wurde sie 2023 und 2024 Hallenmeisterin im 200-Meter-Lauf.

## Persönliche Bestzeiten
- 100 Meter: 11,43 s (−0,2 m/s), 21. Juni 2024 in Madrid
  - 60 Meter (Halle): 7,43 s, 4. Februar 2024 in Madrid
- 200 Meter: 23,06 s (−0,3 m/s), 30. Juni 2024 in La Nucía
  - 200 Meter (Halle): 23,28 s, 17. Februar 2024 in Ourense